# Lepomis

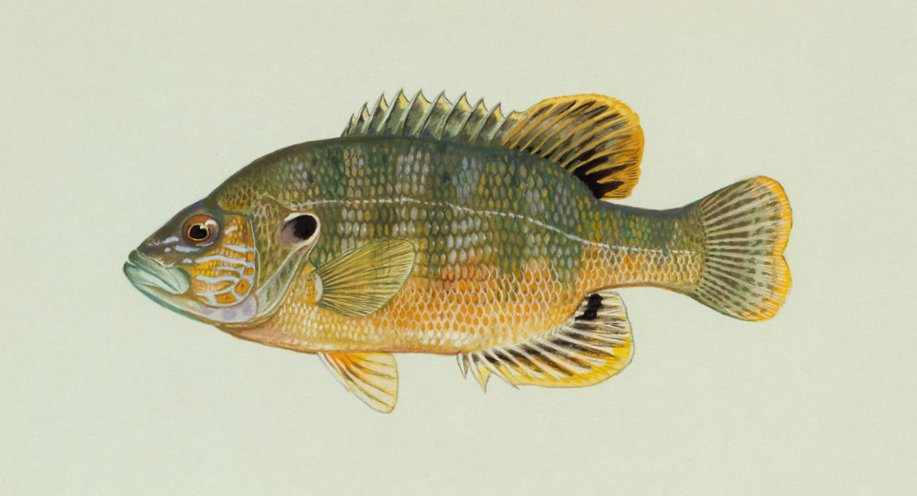
Lepomis cyanellus

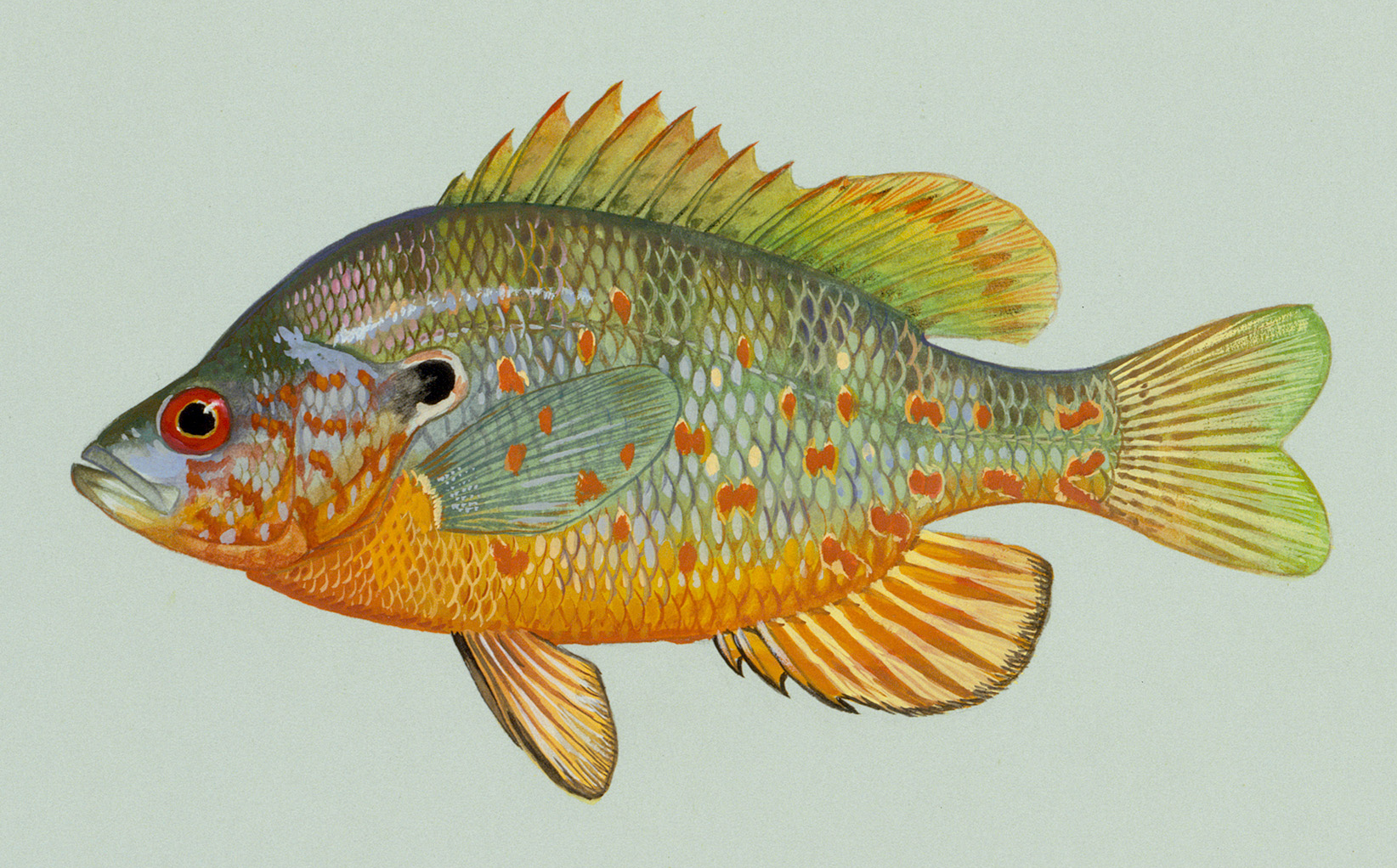
Lepomis humilis

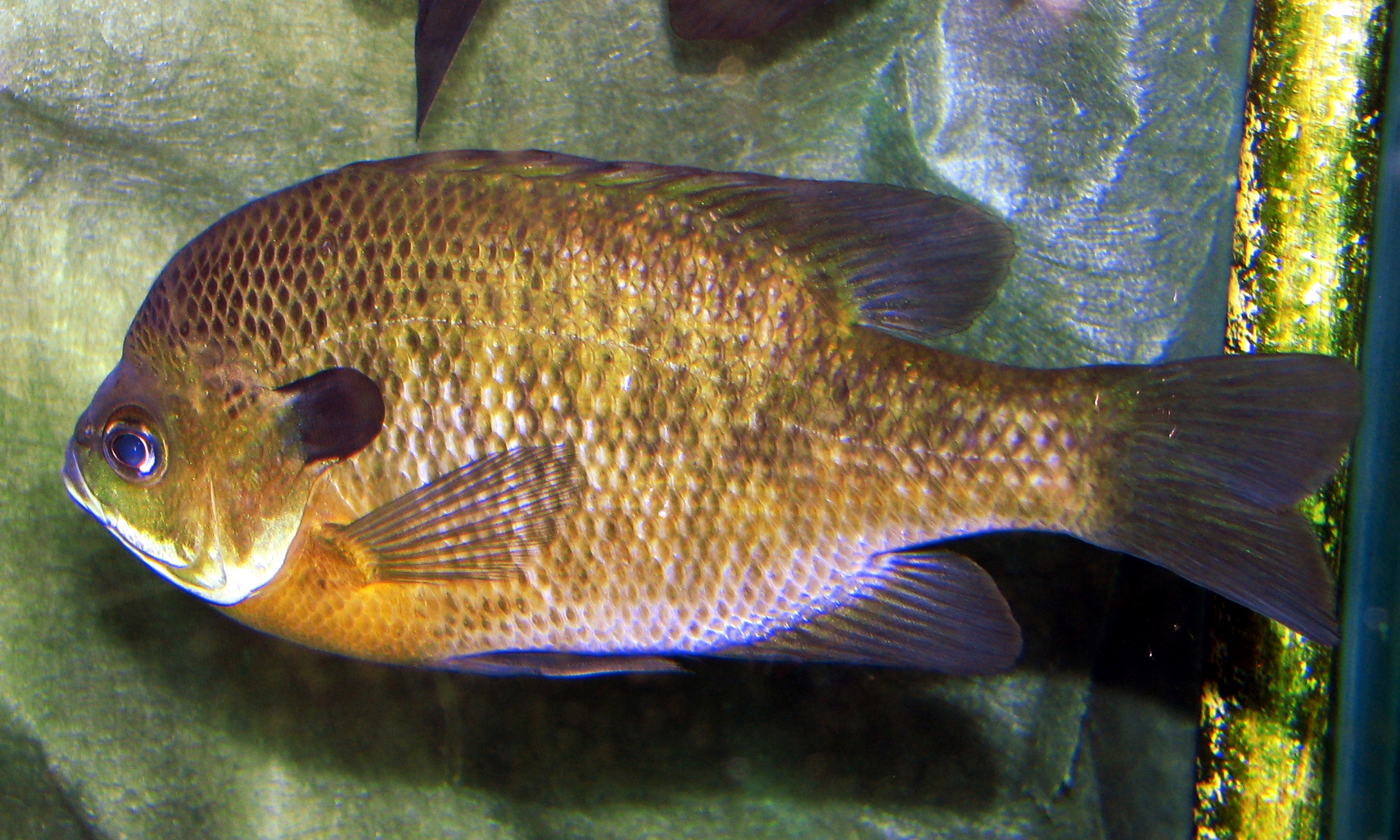
Lepomis macrochirus

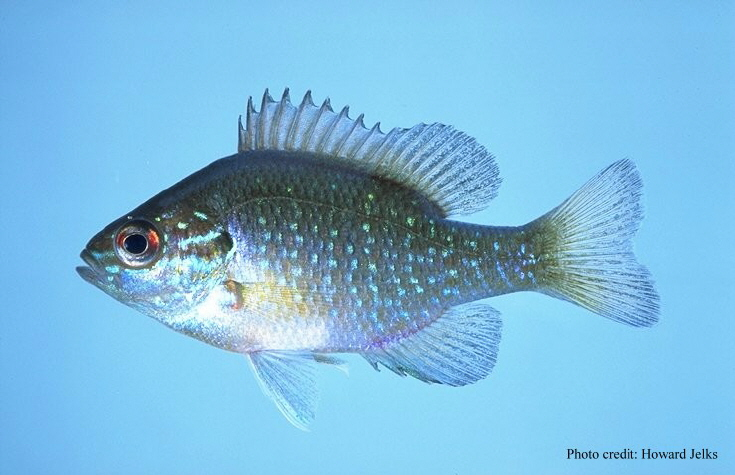
Lepomis marginatus

Lepomis és un gènere de peixos d'aigua dolça pertanyent a la família dels centràrquids.

## Etimologia
Del grec λεπίς (escata) i πώμα (coberta, opercle).

## Descripció
Algunes espècies poden créixer fins a una longitud màxima de 16 polzades, encara que la majoria en fan al voltant de 4-8.

## Distribució geogràfica
Es troben àmpliament distribuïts als llacs i rius dels Estats Units i del Canadà, tot i que han estat introduïts a altres àrees del món fins a esdevenir, en alguns casos, veritables plagues (el comerç d'algunes de les seues espècies a Alemanya està prohibit per aquesta raó).

## Taxonomia
- Lepomis auritus (Linnaeus, 1758)[4]
- Lepomis cyanellus (Rafinesque, 1819)[5]
- Peix sol (Lepomis gibbosus) (Linnaeus, 1758)[6]
- Lepomis gulosus (Cuvier, 1829)[7]
- Lepomis humilis (Girard, 1858)[8]
- Lepomis macrochirus (Rafinesque, 1819)[5]
- Lepomis marginatus (Holbrook, 1855)[9]
- Lepomis megalotis (Rafinesque, 1820)[10]
- Lepomis microlophus (Günther, 1859)[11]
- Lepomis miniatus (Jordan, 1877)[12]
- Lepomis punctatus (Valenciennes, 1831)[13]
- Lepomis symmetricus (Forbes, 1883)[14][15][16][17]

## Ús comercial
Moltes de les seues espècies són apreciades pels afeccionats de la pesca esportiva i, com a conseqüència, són criades per a repoblar llacs.